# Erateina inconspicua
Erateina inconspicua är en fjärilsart som beskrevs av Paul Dognin 1913. Erateina inconspicua ingår i släktet Erateina och familjen mätare. Inga underarter finns listade i Catalogue of Life.